# MacAdam-Ellipse

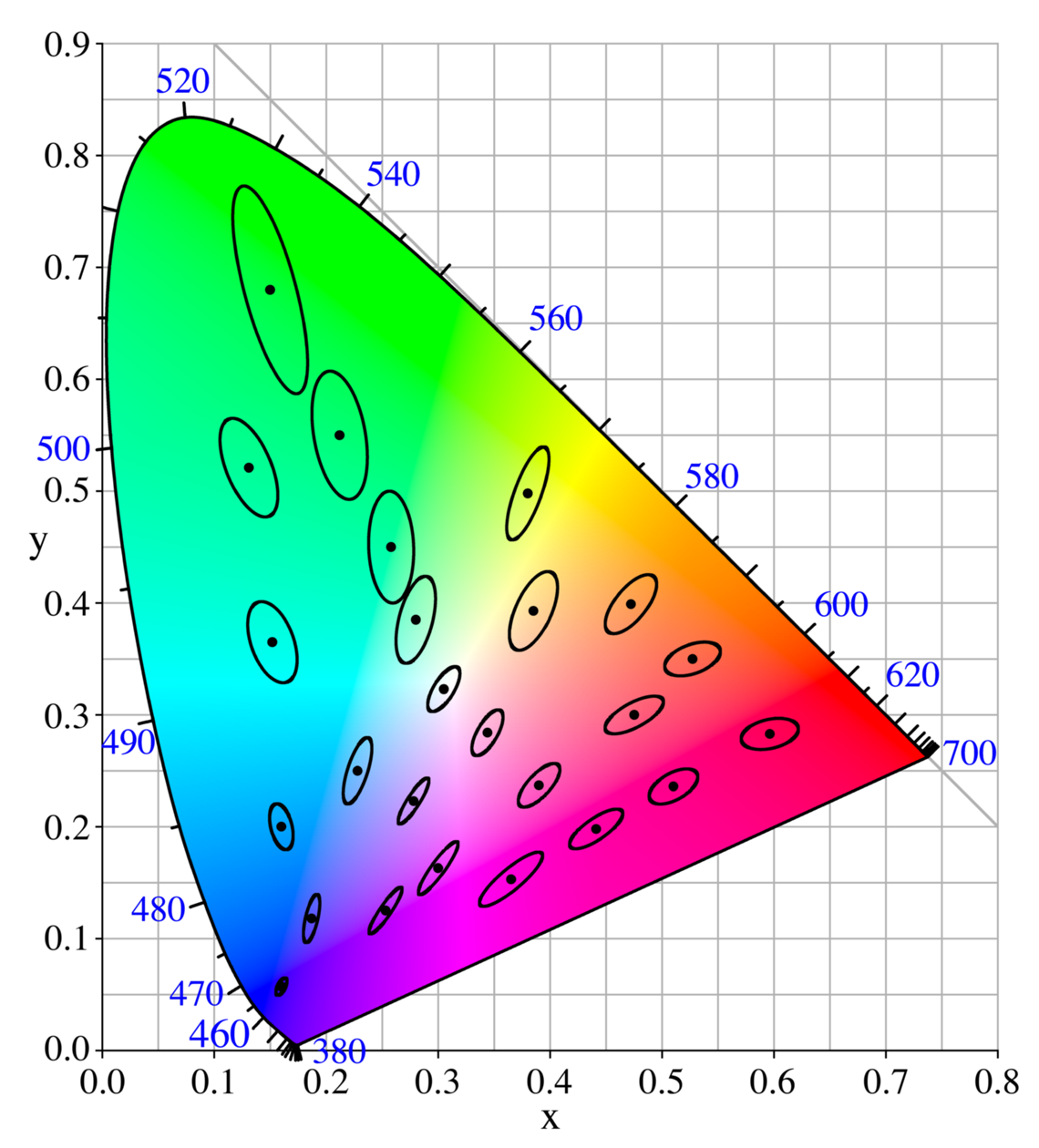
MacAdam-Ellipsen, zur Verdeutlichung 10-fach vergrößert

Eine MacAdam-Ellipse, nach David L.(ewis) MacAdam, ist jener Umfang im CIExy-Diagramm um einen Bezugsfarbton herum, in dem die Vergleichsfarben als gleichabständig wahrgenommen werden.

## Das Problem
MacAdam beschäftigte sich lange und intensiv mit der Diskrepanz zwischen dem 1931 eingeführten CIExy-Diagramm zur Charakterisierung des Farbraumes und der Wahrnehmung (Perzeption) von Farbkontrasten zwischen Farbtönen.
Er fand heraus, dass die Abstände im CIExy-Diagramm nicht den wahrgenommenen Abständen entsprechen: Farbtöne, die im Diagramm von einem beliebigen Bezugsfarbton gleich weit entfernt liegen, werden von normalsichtigen, nicht farbenblinden Probanden im Farbkontrast als unterschiedlich stark empfunden.
Gleich starke Farbkontraste liegen deshalb auf der CIE-Sohle nicht wie zuvor angenommen auf dem Umriss eines Kreises um den Bezugsfarbton, sondern auf dem Umriss einer solchen MacAdam-Ellipse. Für den dreidimensionalen CIE-Farbraum liegen die Verhältnisse noch komplexer, näherungsweise werden dabei Ellipsoide ermittelt.

## Die Lösung
Durch eine entsprechende Transformation des CIE-xy-Farbraumes kann dieses Problem behoben werden. Schon zu Beginn der Entwicklung des CIE-Systems wurden unterschiedliche Versuche unternommen, dieses Problem der Farbmetrik zu lösen. Die CIE hat im Laufe der Jahre mehrere Farbräume und Farbtafeln entwickelt, die der Farbwahrnehmung besser entsprechen, etwa
- CIE 1960 UCS (1960)
- CIE L*u*v* (CIELUV) (1976) und
- CIE L*a*b* (CIELAB) (1976).

CIELUV besitzt als „Nebenprodukt“ ebenfalls eine der Normfarbtafel entsprechende Darstellung mit besserer Gleichabständigkeit als die Farbtafel des CIE 1960 UCS.
Entgegen den CIE-Empfehlungen wird in der Literatur immer noch die CIExy-Farbtafel am häufigsten dargeboten. Die von MacAdam erkannte farbartabhängige Empfindlichkeit der Wahrnehmung des Farbreizes ist noch nicht endgültig in den Farbräumen beseitigt und erfährt laufend Änderungen und Verbesserungen, z. B. durch den DIN99-Farbraum. Begünstigt durch verbesserte Rechenleistung sind jetzt Formeln mit höherem Rechenaufwand als 1931 möglich, da damals Berechnungen nur mit Rechenschieber oder per Hand möglich waren.
Aus der spektralen Verteilung ergeben sich die XYZ-Werte und daraus erst durch weitere Umrechnung die Werte der von der CIE empfohlenen Farbräume. Entsprechend dem logarithmischen Zusammenhang zwischen der Valenz Y und dem ausgelösten Reiz wird vom XYZ-Farbraum zum Luv- und Lab-Farbraum als Annäherung an den Logarithmus mittels Kubikwurzel transformiert.